# Brezovci, Puconci
Brezovci este o localitate din comuna Puconci, Slovenia, cu o populație de 264 de locuitori.